# Thom Mercuur
Thomas (Thom) Mercuur (Boijl, 26 maart 1940 – Groningen, 20 januari 2016) was een Nederlandse kunstverzamelaar, kunsthandelaar, galeriehouder, curator, uitgever en museumdirecteur.

## Biografie

### Jeugdjaren
Mercuur werd in 1940 geboren in Boijl gelegen in het zuidoosten van Friesland. Zijn vader was daar veeboer maar moest wegens een allergie stoppen met het boerenbedrijf. In 1947 namen zijn ouders een handel in gedestilleerd plus slijterij over aan de Herenwal in Heerenveen. Mercuurs moeder begon in 1955 in hetzelfde pand een handel in antiek. Zij was tevens een bekend koordirigente.
Op veertienjarige leeftijd kocht Mercuur bij een veiling voor 75 cent een litho van Jan Wittenberg, het begin van een uitgebreide verzameling moderne en hedendaagse kunst. Naast kunst verzamelde hij etnografica en lokvogels. Hij leerde in deze periode ook de voddenhandelaar en kunstschilder Jopie Huisman kennen, met wie hij vaak 's nachts op het Tjeukemeer ging vissen en paling vangen.
Medio jaren 50 leerde hij, via de thuisbezorging van drank, de loodgieter en kunstenaar Boele Bregman kennen. In het atelier van Bregman ontstond bij Mercuur een diepe liefde voor de schilderkunst. Met de 18 jaar oudere Bregman als leidsman en met beginnende kunstenaars als Sjoerd de Vries en Sies Bleeker ging hij regelmatig naar het Stedelijk Museum Amsterdam en andere musea om de nieuwste moderne kunst te zien. Tijdens hun tochten spraken ze regelmatig over een museum voor moderne kunst dat er in Friesland zou moeten komen. Thom zou dan de directeur van dit gedroomde museum moeten worden waarin hij het werk van zijn kunstvrienden zou tonen.
Via de postzegelclub Heerenveen sloot Mercuur ook vriendschap met de stratenmaker en beginnend kunstschilder Willem van Althuis. In 1958 slaagde Mercuur voor zijn eindexamen van de driejarige handelsavondschool te Heerenveen.

### Antiek en kunst in Leeuwarden en Heerenveen
Eind 1961 begon Mercuur met zijn toenmalige vrouw Tineke Visser een winkeltje in antiek en curiosa aan de Tuinen in Leeuwarden. Na twee jaar moest de winkel echter sluiten en ging Mercuur werken als monsternemer voor de zuivelfabriek in Tjalleberd, bij een houtbewerkingsbedrijf in Grouw en bij fietsenfabriek Batavus in Heerenveen.
Begin 1964 opende hij aan de Rotonde in Heerenveen Antiek- en Kunsthandel Mercuur. De antiekhandel werd steeds onbelangrijker, de handel in moderne westerse kunst en Afrikaanse kunst steeds belangrijker. Vanaf 1966 organiseerde Mercuur in zijn zaak vele tentoonstellingen.

### 't Coopmanshûs in Franeker
In 1970 werd de dertigjarige Mercuur door het gemeentebestuur van Franeker benoemd tot de nieuwe directeur van het gemeentelijk museum 't Coopmanshûs te Franeker. Met een minimaal budget organiseerde hij een 16-tal, vaak goedbezochte, tentoonstellingen per jaar. Door enkele spraakmakende tentoonstellingen kreeg hij landelijke bekendheid. Dat zijn "Dada in Drachten" over de dadaïstische periode in de jaren '20 van de Drachtster schoenlappers Thijs Rinsema, Evert Rinsema en hun beroemde kunstenaarsvrienden Theo van Doesburg en Kurt Schwitters en "En dit vinden wij nu mooi..." waarin voorwerpen worden getoond die willekeurig gekozen Franekers mooi vonden.
Ook belangrijke tentoonstellingen rond Jan Mankes, Sjoerd de Vries, Boele Bregman, Jentje van der Sloot en Willem van Althuis en de jaarlijkse kaatstentoonstellingen in het mekka van de kaatssport Franeker werden door Mercuur in dit museum georganiseerd.

### Fries Museum Leeuwarden
In 1978 vertrekt Mercuur bij "'t Coopmanshûs" en gaat op freelance basis moderne kunst tentoonstellingen organiseren bij het Fries Museum in Leeuwarden. Door het gebrek aan geld, de minimale ruimte voor moderne kunst en de ambtelijke 9 tot 5 mentaliteit binnen het museum neemt hij in 1987 afscheid.

### Galeries in Franeker
Eind 1979 begint Mercuur een kunsthandel/galerie aan het Froonacker in Franeker. In 1985 verhuist hij naar een pand aan de Godsacker in Franeker. Hij noemt zijn nieuwe galerie "De Roos van Tudor". In 1987 gaat deze galerie over in handen van Anita van Os.

### Vischrestaurant Op Hatsum
Na het vertrek bij het Fries Museum begint Mercuur in 1987 samen met lunchroomhouder en lijstenmaker Jaap Wolters in de oude stationsrestauratie van station Dronrijp "Paling en Vischrestaurant Op Hatsum". Om het restaurant te kunnen financieren moet Mercuur een deel van zijn particuliere kunstcollectie verkopen. Lang houdt Mercuur het niet vol als gastheer. Wegens ongeschiktheid voor het horecabedrijf stapt hij in 1989 uit dit project. In augustus 1987 start Mercuur een nieuwe galerie aan de Noorderhaven in Harlingen.

### Buitenmuseum aan het Tjeukemeer
In 1988 wordt door het bestuur van de provincie Friesland een Commissie Moderne Kunst ingesteld. De commissie, onder voorzitterschap van Wim Beeren, directeur van het Stedelijk Museum Amsterdam, moet met een advies komen over een museum voor moderne en hedendaagse kunst in Friesland. De meerderheid van de commissie komt met het advies om in het Fries Museum een afdeling moderne kunst onder te brengen.
Als lid van de commissie Mercuur komt met het minderheidsstandpunt dat er een apart buitenmuseum, onder de hoede van het Fries Museum, bij het Tjeukemeer midden in het Friese land moest komen. Hier zou de Friese kunst het best tot haar recht komen. Het plan van Mercuur wordt ondersteund door de Stichting Tjeukemeer onder voorzitterschap van chirurg Joop Detmar.
Er wordt door Kees Hin een promotiefilm gemaakt met daarin o.a. schrijver Michael Zeeman en architect Aldo van Eyck. Van Eyck is door Mercuur benaderd om een ontwerp voor het museum te maken.
In 1991 wordt na het uitblijven van politieke steun de Stichting Tjeukemeer opgeheven. Er komt definitief geen museum bij het Tjeukemeer.

### Tripgemaal Gersloot
Eind 1988 koopt Mercuur in Gersloot het leegstaande, aan de Hooivaart gelegen, Tripgemaal. Het uit 1874 daterende, niet meer in gebruik zijnde, gemaal wordt door Mercuur verbouwd en ingericht als tentoonstellingsruimte en woonhuis. Mercuur toont hier gebruiksvoorwerpen, foto's, boeken etc. die de turfwinning en de slechte sociale leefomstandigheden weer in herinnering brengen. De catalogi bij de kunsttentoonstellingen worden door Mercuur's eigen uitgeverij "De Drijvende Dobber" uitgegeven.

### Museum Belvédère 1
In 1993 wordt in Oranjewoud een begin gemaakt met de restauratie van de, uit 1924 daterende, betonnen uitkijktoren of belvédère. Mercuur komt met het plan om zijn gedroomde museum te bouwen naast deze belvédère in Tjaarda's Bos, onderdeel van het historische Landgoed Oranjewoud . Door de Stichting Belvedère onder voorzitterschap van Ir. Hans Wezenaar wordt dit plan ondersteund. De Drachtster architect Eerde Schippers ontwerpt in 1994 een low-budget houten gepotdekseld museum vanuit het basisidee van Mercuur dat het museum een soort kijkdoos moet worden.
In 1999 is de financiering van dit particuliere museum rond. Maar ook dit plan vindt uiteindelijk geen doorgang. De staatssecretaris van Natuurbeheer Geke Faber haalt in 2000 een streep door het project, omdat ze een museum niet vindt passen in een kwetsbaar natuurgebied dat deel uitmaakt van de ecologische hoofdstructuur.

### Museum Belvédère 2
Na deze teleurstelling wordt in 2000 een nieuwe locatie gevonden aan de noordkant van Landgoed Oranjewoud. Na een reconstructie van het landgoed in de oorspronkelijke barokstijl zal het museum evenwijdig aan het 'grand-canal' De Prinsenwijk worden aangelegd.
Okko Kloosterman, lid van de door Staatsbosbeheer ingestelde projectgroep komt in 2001 met het idee om het museum dwars over de Prinsenwijk te leggen. Landschapsarchitect Michael van Gessel presenteert in 2003 zijn reconstructieplan van Landgoed Oranjewoud, en de architect Eerde Schippers levert een definitief museumontwerp. In oktober 2003 wordt de eerste paal geslagen. Mercuur wordt de eerste directeur/conservator van dit, 24 november 2004 door koningin Beatrix geopende, museum.
De vaste collectie bestaat voor het grootste deel uit de particuliere kunstcollectie van Mercuur. Belangrijke kunstenaars in de vaste collectie van dit museum zijn Jan Mankes, Boele Bregman, Sjoerd de Vries, Gerrit Benner, Tames Oud, Jan Snijder, Willem van Althuis, Jan Roos, Tinus van Doorn, Thijs Rinsema, Krin Rinsema, Christiaan Kuitwaard, Roger Raveel. De eerste solo-expositie is gewijd aan de schilderijen van Willem van Althuis.
Mei 2008 wordt Mercuur opgevolgd door Han Steenbruggen, conservator bij het Groninger Museum. Mercuur blijft als adviseur verbonden aan het museum. Eind 2009 opent Rudi Fuchs de afscheidstentoonstelling van Mercuur, "Eb en Vloed". In 2010 verkoopt Mercuur een belangrijk deel van zijn kunstcollectie aan Museum Belvédère.

### Eb en Vloed Lauwersoog
Ook na zijn afscheid van Museum Belvedère bleef hij actief. In zijn Gemaal bleef hij tentoonstellingen organiseren en gaf kunstboeken uit. In 2012 presenteerde hij een ambitieus plan voor een kunstpaviljoen in de haven van Lauwersoog. In dit paviljoen "Eb en Vloed", naar een ontwerp van architect Gunnar Daan, wilde hij hedendaagse kunst gerelateerd aan natuur, vis en zee, laten zien. Het plan werd gesteund door de Provincie Groningen onder voorwaarde dat een groot deel van de financiering voor 1 april 2015 zou worden opgebracht door private partijen. Maar dat lukte niet en medio 2015 viel het doek voor dit plan.
11 december 2015 werd hij getroffen door een hersenbloeding en werd opgenomen in het UMCG in Groningen. 20 januari 2016 overleed hij aldaar. 26 januari werd hij begraven in Gersloot.

## Onderscheidingen
- 1996 · Friese Anjer
- 2004 · Ridder in de Orde van Oranje-Nassau
- 2005 · Harry de Vroome penning
- 2010 · Ereburger Gemeente Heerenveen
- 2010 · Nominatie voor de Patron of the Arts Award

## Trivia
In de Nederlandstalige roman "De Republyk" van Hans van der Heijde uit 2009 komt de figuur "Tom Saturn" voor. Saturn is directeur-conservator van het, in Oranjewoud gelegen, "Museum voor Friese Autodidactische Kunst".
- Gemeinsame Normdatei: 133556441
- International Standard Name Identifier: 0000 0000 4032 9725
- Library of Congress Control Number: n2006017156
- Nederlandse Thesaurus van Auteursnamen: 06811317X
- RKD-Nederlands Instituut voor Kunstgeschiedenis: 275628
- Système universitaire de documentation: 128435836
- Virtual International Authority File: 21565593
- WorldCat: E39PBJfRFqxMhXPRFjGTJhqWjC